# ۴-همورفین
۴-همورفین (به انگلیسی: Hemorphin-4) با فرمول شیمیایی C۲۹H۳۵N۵O۷ یک ترکیب شیمیایی با شناسه پاب‌کم ۱۲۸۴۴۴ است. که جرم مولی آن ۵۶۵٫۶۱۸ g/mol می‌باشد.